# Karine Claassen
Karine Claassen (Jette, 24 januari 1990) is een Vlaamse televisiemaakster, presentatrice en journaliste.

## Biografie en loopbaan
Karine Claassen groeide op in Tielt-Winge. Zij is gehuwd met Wouter Heymans, zelfstandig eindredacteur en is sinds 2021 moeder van een zoontje.

### Opleiding
Tijdens haar middelbare studies aan het college in Aarschot ging Claassen avondlessen dansen volgen in Brussel. Ze wou danseres worden en begon na haar studies aan een danscarrière met het Leuvense jongerengezelschap Fabuleus. Ze ging op aanraden van haar ouders kunstgeschiedenis studeren aan UGent, waar ze na twee jaar mee stopte om over te schakelen naar de meer praktijkgerichte opleiding journalistiek aan de Erasmushogeschool in Brussel, waar ze in 2012 haar bachelor in de journalistiek behaalde. Tijdens deze studies volgde ze stages bij Knack, het Fonds Pascal Decroos en bij het duidingsmagazine Terzake van de VRT. In de journalistiek vond ze een nieuwe passie die ze verkoos boven een toekomst in de danswereld.

### Journaliste
in 2012 werd ze bij de VRT aangenomen als journalist voor Terzake op Canvas. Ze raakte in 2015 bekend bij het grote publiek. Ze was toevallig in Parijs op het moment van de aanslag op Charlie Hebdo en kon ter plaatse verslag uitbrengen, samen met interviews van buurtbewoners, voor Het Journaal, Terzake en De Afspraak. Zij werd enkele dagen daarna uitgenodigd in de talkshow "Bart & Siska" op VRT 1.
Tijdens de Amerikaanse presidentsverkiezingen van 2015 was ze voor de VRT co-presentator met Björn Soenens. Ze stapte over naar het duidingsprogramma De Afspraak op Canvas waar ze opviel als reporter van onder mensensmokkelaars aan de Noord-Macedonische grens en van de verschijning van de boerkini aan de Belgische kust.

### Programmamaakster
Eind 2016 kreeg ze haar eigen programma met de reportagereeks "Dwars door Amerika". Ze reisde gedurende drie weken doorheen de Verenigde Staten op zoek naar verhalen van twintigers tijdens het eerste jaar van het presidentschap van Donald Trump. Ze viel op door haar emotionele betrokkenheid tijdens de getuigenissen. Voor deze reeks won ze de prijs "rijzende ster" tijdens de Nacht van de Vlaamse Televisiesterren in 2017. De reeks werd gevolgd door "Dwars door Frankrijk", een programma over jongeren in Frankrijk naar aanleiding van de Franse presidentsverkiezingen in 2017.
Ze werd opgemerkt door Eric Goens en maakte haar eerste externe VRT productie bij zijn productiehuis Bargoens. Voor Bargoens maakte Claassen in 2018 het programma "Afscheid" voor VRT (Eén) over vijf Vlamingen in de laatste fase van hun leven; vier van hen zouden de eerste uitzending niet halen.
Nog in 2018 maakte ze voor VRT Eén de reeks "Bloed zweet en Luxeproblemen" waarin ze de wereld rondreisde met kinderen van bekende Vlamingen op zoek naar de oorsprong van onze luxeproducten die in ellendige omstandigheden Afrika en Azië worden geproduceerd. Deze reeks werd eind 2018 en begin 2019 uitgezonden..
In 2020 zou Claassen een vervolg maken op "Dwars door Amerika", ze wilde het onder andere over racisme hebben. Deze reportagereeks kon echter niet doorgaan wegens de pandemie. In de plaats daarvan stelde de VRT haar voor om een reeks te maken over racisme in Vlaanderen. Claassen, die toen zwanger was, maakte in samenwerking met het productiehuis Panenka "Het Leven in Kleur" voor Canvas, waarin ze met getuigen praatte over de impact van racisme. Dit thema lag op persoonlijk en emotioneel vlak zeer gevoelig bij Claassen, daar ze als dochter van een moeder met Congolees-Zambiaanse roots en een vader van Belgisch-Nederlandse herkomst zelf een vrouw van kleur is. Met dit programma kreeg ze een eervolle vermelding voor de HA! van Humo in 2021, won ze in 2022 de Ensor voor Beste TV Documentaire en kreeg ze een nominatie voor de Prix d'Europe.
In 2023 maakte Claassen het Canvas-programma "Waarom Wachten" waarin ze bekende Vlamingen en hun ouders of kinderen een wandeling liet maken en er in slaagde om onbespreekbare topics bespreekbaar te laten worden. De reeks kreeg een tweede seizoen.  
In de reeks "Op een Ander" die ze in 2024 in samenwerking met het productiehuis Borgerhoff & Lamberigts voor Canvas maakte ging ze in België mensen interviewen die in soort microcosmos leven met  eigen regels en waarden zoals een dogmatische priestergemeenschap, een virtuele wereld, een rondreizende circusfamilie of een commune een ander leven leiden dan wat doorgaans als "normaal" wordt beschouwd. Ze viel op met haar zeer directe en niet aflatende stijl van vragen stellen.
Eind 2024 presenteerde ze het taboedoorbrekende programma "De Grote Boodschap" op VRT Een waarin ze samen met experten het taboe wilden doorbreken rond problemen met het maag-darmstelsel.

### Einde exclusiviteitscontract VRT
In 2025 raakte bekend dat haar exclusiviteitscontract bij VRT werd stopgezet om besparingsredenen. Ze kan op zelfstandige basis programma's voor de VRT blijven maken, maar ook voor andere zenders of bedrijven werken. In het najaar van 2025 kan ze hierdoor als Bekende Vlaming deelnemen aan het VTM programma ‘Special Forces: wie durft wint’.